# Теорія
Тео́рія (від грец. θεωρία — розгляд, дослідження) — сукупність висновків, що відображає відносини та зв'язки між явищами реальності у вигляді інформаційної моделі. Теорією стає гіпотеза, що має відтворюване підтвердження явищ та механізмів і дозволяє спостерігачу прогнозувати наслідки дій чи зміни стану об'єкта спостережень. Теорія лежить в основі вчення. Наприклад, еволюційне вчення базується на теорії трансформізму, змінності видів.

## Визначення
Теорія — найдосконаліша форма наукового відображення дійсності:
1. Система наукових знань про якусь сукупність об'єктів, яка описує, пояснює і передбачає явища певної предметної галузі. Сукупність узагальнених положень, які становлять певну науку чи розділ науки.
2. Логічне узагальнення практичного досвіду людей, яке ґрунтується на глибокому проникненні в суть досліджуваного явища та розкриває його закономірності.
3. Загальні міркування на противагу практичній діяльності.
4. Сукупність поглядів, суджень кого-небудь, з яких випливають певні правила поведінки.

## Опис
Насправді слово «теорія» — технічний термін з давньогрецької. Він є похідним від споглядання, θεωρία, що означає «дивитися на, перегляд, бачачи», і означує споглядання або спекуляцію, а не  дію. Теорії особливо часто протиставляють «практику» (грец. πρᾶξις) — арістотелівське поняття, яке використовують в широкому сенсі для позначення будь-якої дії, здійсненого, на відміну від теорії, яка не є. Це значення слова «theoria» також досі використовують у богословському контексті.
Класичним прикладом відмінності між теорією і практикою проявляється в медицині: медичні теорії та теоретизування намагаються зрозуміти причини й характер здоров'я і хвороб, а практична сторона медицини намагається зробити людей здоровими. Ці дві речі пов'язані, але можуть бути незалежним, тому що дослідження в області охорони здоров'я можливі без лікування конкретних пацієнтів, і можна вилікувати пацієнта, не знаючи, як діють ліки.
У сучасній науці термін «теорія», або «наукова теорія» використовується для узагальнення емпіричних явищ, здійснене за науковим методом. Такі теорії переважно описані таким чином, що будь-який науковець, що є фахівцем у певній галузі науки, може зрозуміти, перевірити, і верифікувати або «фальсифікувати» їх. У сучасному науковому контексті відмінність між теорією і практикою приблизно відповідає відмінності між теоретичною наукою і технологією або прикладною наукою. У науці проводиться межа між теорією і гіпотезою, тобто теорією, що не вважається задовільно випробуваною або доведеною.
Теоретичне дослідження технічного об᾽єкта може включати такі процедури: — аналіз сутності процесів, явищ; — формулювання припущення; — формулювання гіпотези дослідження; — побудову (розроблення) фізичної або математичної моделі; — проведення аналітичного дослідження результатів моделювання; — формулювання і аналіз теоретичних положень.

## Види теорій
Деякі види теорій:
- аксіоматичні
- парадоксальні
- упереджені
- суперечливі
- формальні

## Список визначних теорій
- Астрономія: Теорія Великого вибуху
- Біологія: Теорія еволюції — Клітинна теорія
- Геологія: Тектонічна теорія
- Інженерія: Теорія керування — Теорія сигналів — Теорія систем— Теорія повідомлень
- Кліматологія: Теорія глобального потепління
- Література: Теорія літератури
- Математика: Теорія Галуа — Теорія гомотопії — Теорія графів — Теорія груп — Теорія збурень — Теорія ігор — Теорія ймовірностей — Теорія катастроф — Теорія категорій — Теорія множин — Теорія наближень — Теорія хаосу — Теорія чисел
- Музика: Теорія музики
- Освіта: Конструктивна теорія — Теорія критичної педагогіки — Теорія мультиінтелекту (Говард Ґарднер) — Теорія прогресивної освіти
- Фізика: Квантова теорія поля — М-теорія — Теорія БКШ — Теорія відносності — Теорія струн
- Хімія: Кінетична теорія газів
- Юриспруденція:Теорія держави і права